# تاريخ أحمد شاهي
تاريخ أحمد شاهي هو كتاب تاريخي كتبه محمود الحسيني باللغة الفارسية. طلبه أحمد شاه دراني للاحتفال بإنجازات حكمه. تم تأليف كتاب تاريخ أحمد شاهي خلال فترة حكم أحمد شاه بأكملها. كان أكثر من مجرد لمحة سهلة المنال عن التأريخ الأفشاري، بل كان يوضح التأريخ الفارسي من خلال استخدام الدراما التي تجمع بين النثر والنثر المقفى والشعر.

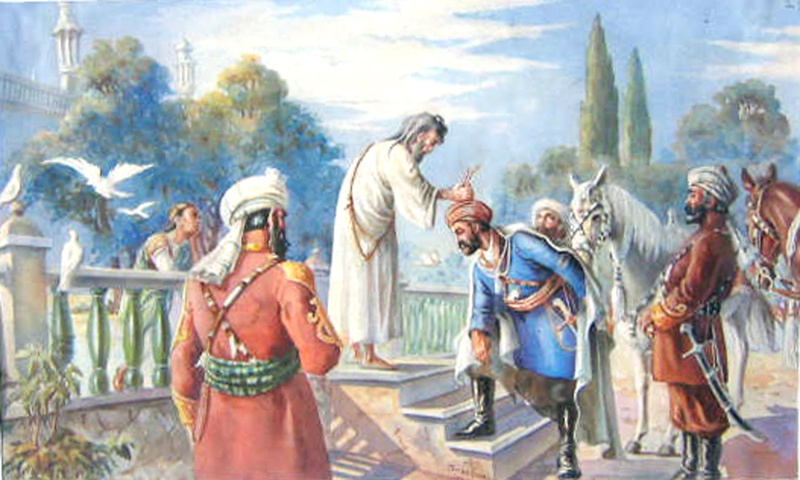
تتويج أحمد شاه درّة دوران على يد زعماء العبدلي في قندهار عام 1747 م

## الخلفية
لقد اتبع مؤرخو الدراني اتفاقية أدبية راسخة، وفقًا لعرف طويل الأمد بلغ ذروته في إيران والهند بين القرنين الثالث عشر والخامس عشر من خلال اختيار اللغة الفارسية كوسيلة لهم. يعود الفضل في جعل اللغة الفارسية اللغة التاريخية الأساسية في المنطقة إلى غزو أتراك الأزبك لآسيا الوسطى في أوائل القرن السادس عشر. ولذلك، تم توفير ذخيرة ثابتة من الرموز والصور والإيقاعات السردية من خلال الأنساب الأدبية الواسعة التي سمحت بتحليل الأعمال. لم يقتصر كتابة التاريخ على مجرد التقاط الحقائق؛ بل كان هدف الكتاب أيضًا هو تسلية جمهورهم وإبراز مواهبهم الفنية.

## التعليمات
أمر أحمد شاه بتوثيق حكمه حتى يمكن استخدامه كنموذج للحكام في المستقبل. أصدر أحمد الأمر لمحمد تقي خان شيرازي، وهو مسؤول أفشاري سابق، بإرسال كاتب يتمتع بمهارة تضاهي مهارة مؤرخ نادر شاه ميرزا مهدي أسترابادي، وخاصة أهم أعماله، تاريخ نادري. تم تعيين محمود الحسيني حوالي عام 1754، وتم تكليفه بكتابة أحداث عهد أحمد شاه بعبارات بسيطة وغير مزخرفة.

## التعبير
ويختتم محمود الحسيني المقدمة بمناقشة مصادره، ووظيفته كمؤرخ، والاعتراضات المحتملة من جمهوره، بما يتفق مع أعراف التأريخ في تلك الفترة. على الرغم من أن أنصار القومية الحديثة ينسبون إلى مسيرة أحمد شاه الفضل في وضع الأساس لأفغانستان الحديثة، إلا أن هذه العبارة من الواضح أنها من صنع العصور اللاحقة ولا توجد في تاريخ أحمد شاهي.
يستخدم الحسيني لقب "لؤلؤة اللؤلؤ" لتقديم أحمد شاه كعضو في عائلة سادوزاي من قبيلة الدراني ويؤكد على دور زملاء أحمد من القبيلة باعتبارهم النخبة الجديدة التي تدعم الدولة. ويبدأ الرواية التاريخية بربط أحداث عهد نادر شاه بصعود أحمد شاه في المستقبل. ويسلط الحسيني الضوء على ترحيل المجموعة الدرانية الأكبر من هرات إلى نيسابور، فضلًا عن الخدمات العسكرية التي قدموها لاحقًا لنادر شاه. وهو يخلق تقدمًا خطيًا من اندماج الدورانيين في جيش نادر شاه إلى صعودهم إلى الصدارة باعتبارهم نخبة إمبراطورية، المحاربين الأفشاريين.
يعتمد سجل الحسيني على الأعراف التاريخية المقبولة، مع وصف مشاهد المعارك المتعاقبة. ويشير إلى اللقاء الذي جرى بين أحمد شاه وحاجي بي خان مينغ [الإنجليزية]، فيذكر أنه جرى في الأعوام 1750  –  1751 م.  يقدم التاريخ نظرة ثاقبة على حياة الحاج بي خان مينغ بينما يتهمه بالجشع والقسوة والقمع. ويقضي بقية القصة في تفصيل الحملات العسكرية لأحمد شاه حسب الترتيب الزمني. إن انتظام هذه الحملات يشير إلى نمط من الحركة ضروري للحصول على الموارد وتجديد الولاءات. ركز أحمد شاه جهوده العسكرية على الأراضي الشرقية المزدهرة. قام بتسع رحلات إلى شمال الهند بين عامي 1747 و1767، اثنتان منها تعتبران إنجازات عسكرية: الاستيلاء على دلهي [الإنجليزية] في عام 1757 وهزيمة المراثا في بانيبات في عامي 1174  –  1761.
يتتبع كتاب تاريخ أحمد شاهي حياة وأعمال أحمد شاه دراني، حيث خصَّص معظم المخطوطة للأحداث التي وقعت بعد عام 1747. بدلًا من أن يكون تاريخًا لمنطقة معينة، كان سيرة ذاتية لأحمد شاه. وقد غطَّى الحسيني فترة حكم أحمد شاه في أطوال مختلفة من الصفحات. على سبيل المثال، على الرغم من أن أربع وخمس صفحات تغطي السنتين الثانية والسابعة، فإن تسعة وثلاثين وأربعين صفحة تتناول السنتين الأولى والرابعة على التوالي.

## ملحوظات
1. ↑  ويشير لي إلى أن الدبلوماسيين البريطانيين في القرن التالي بالغوا في تقدير هذا الأمر.[7]